# Patonyi Tádé
Szegedi Patonyi Tádé (Süly, Pozsony megye, 1753. július 20. – Szeged, 1817. január 11.) a hittudományok borostyánosa, minorita szerzetes.

## Élete
Pappá szentelték 1771. március 31-én. Gimnáziumi tanár volt Miskolcon és 1800-ban Lőcsén, bölcselettanár Aradon, végül házfőnök Szegeden. Az altenburgi botanikai társaságnak tagja volt.

## Munkái
- Elegia qua Dno Ladislao Nagy de Peretsen i. comitatus Aradinensis adsessori, in i. ducalis societatis eruditorum Jenensis membrum nuper adlecto gratulatur vates cituanus. Temesvarini, 1804
- Musa Pannonica avgvst. potentiss. Galliarum reipvb. imperatoris Bonaparte Napoleonis primi solemmem coronationem V. idus Novembris a. r. s. 1804. Lutetiae Parisiorum peractam singulari cum affectu celebrat. Szegedini
- Carmen amicum quo adm. rev. patri Damasceno Török die 24. Aug. 1806. in conventu Nyir-Bathoriensi electo gratulatur. Magno-Varadini, 1807
- Regulae criticae generales et speciales scientiarum e probatissimis autoribus in unum collectae. Uo. 1807
- Contra-Disquisitio. Num in philosophia aedem doctrinae capita tractari, et sic eadem philosophia quoad omnes partes in scholis, gymnasiis, et academiis romano catholicis, augustanis ac reformatis, salva religione doceri possit? Uo. 1808
- Admodum rev. ac eximio patri Damasceno Török prov. Hungariae S. Elisabeth partiumque ei adnexarum ministro provinciali ord. min. conventualium. Hely és év n. (költ.)

Kéziratai a Magyar Nemzeti Múzeum kézirattárában: Exercitationes poeticae et oratoriae, 4rét 50 ív; Exercitationes poeticae, 8rét 21 lap; Az új magyar szókról, Ó-Arad, 1813. 4rét 15 lap és latin levelet Ürményi József kuriai biróhoz, Nagyvárad, 1808. ápr. 28.